# Thomas et ses amis : La Route du courage
 (octobre 2023).
Si vous disposez d'ouvrages ou d'articles de référence ou si vous connaissez des sites web de qualité traitant du thème abordé ici, merci de compléter l'article en donnant les références utiles à sa vérifiabilité et en les liant à la section « Notes et références ».
Série Thomas et ses amis
Le Roi du chemin de fer
(2013) La Première Aventure
(2015)
Pour plus de détails, voir Fiche technique et Distribution.
Thomas et ses amis : La Route du courage et Une histoire de courage (Thomas & Friends: Tale of the Brave) est un film britannique réalisé par Rob Silvestri, sorti en 2014. Il est issu de la franchise Thomas et ses amis.

## Synopsis
Après une tempête monstrueuse sur l’île de Sodor, un glissement de terrain déterre quelques empreintes de pas très étranges. Thomas et Percy sont impatients de savoir ce qui aurait causé ces marques, mais les obstacles et les dangers semblent apparaître à chaque détour du chemin de fer. Avec l’aide de nouveaux amis et beaucoup de courage, ils découvrent enfin l’origine de ces mystérieuses empreintes, ainsi que le vrai sens de la bravoure.

## Fiche technique
- Titre : Thomas et ses amis : La Route du courage
- Titre québécois : Thomas et ses amis : Une histoire de courage
- Titre original : Thomas & Friends: Tale of the Brave
- Réalisation : Rob Silvestri
- Scénario : Andrew Brenner d'après la série télévisée Thomas et ses amis basée sur les livres de Wilbert Vere Awdry
- Musique : Robert Hartshorne, Peter Hartshorne
- Production : Brian Lynch, Robert Anderson, Ian McCue
- Société de production : HIT Entertainment, Arc Productions
- Société de distribution : Universal Pictures Home Entertainment
- Pays :  Royaume-Uni
- Genre : Animation, film musical, comédie et aventure
- Durée : 60 minutes
- Dates de sortie : 
  -  Royaume-Uni : 23 août 2014
  -  Canada : 16 septembre 2014
  -  France : 7 avril 2014

## Distribution
- Mark Moraghan : Narrateur
- Ben Small : Thomas et Troublesome Trucks
- Martin Sherman : Thomas et Percy
- Keith Wickham : Edward, Henry, Gordon, James, Percy, The Fat Controller, Salty et Shunter
- Kerry Shale : Henry, Gordon, James, Kevin et Sir Topham Hatt
- William Hope : Edward et The Dock Manager
- Teresa Gallagher : Annie, Clarabel, Emily
- Jules de Jongh : Emily
- Glenn Wrage : Cranky
- Matt Wilkinson : Cranky et Kevin
- Steven Kynman : Porter et The Dock Manager
- David Menkin : Porter
- Jonathan Broadbent : Bill et Ben
- Mike Grady : Sir Robert Norramby
- Bob Golding : Some Dock workers
- Tim Whitnall : Timothy et Reg
- Clive Mantle : Gator
- Olivia Colman : Marion